# شمطا
شمطا پسر یزدین بود. پدر او دین نصرانی داشت. در زمان پادشاهی خسرو پرویز یزدین به مقام واستریوشان‌سالاری (ریاست مالیات ارضی) رسید و ظاهراً در دربار خسرو دارای مقام و منزلتی عالی بوده‌است اما منزلت یزدین در نزد خسرو پرویز دوامی نیافت. علت سقوط او معلوم نیست. هنگامی که سپاه هراکلیوس به نواحی مغرب ایران روی نهاد، خسرو فرمان داد تا یزدین را کشتند و زنش را در شکنجه نهادند، شاید بگوید که یزدین گنج‌های گرد آورده را کجا نهفته‌است. خسرو با توقیف و اعدام یزدین با بهانه‌ای واهی پسر وی را، چند سال بعد در رأس مخالفان و بدخواهان خویش قرار داد. در سال ۶۲۸ میلادی شمطا در شورشی که منتهی به خلع و قتل پرویز شد، از پیشقدمان بود. شمطا پس از خلع خسرو به فرمان شیرویه همراه با مهرهرمزد پسر مردانشاه که او نیز پدرش به دست خسرو پرویز کشته شده بود، در قلعه فراموشی را گشودند و جماعتی بسیار از زندانیان سیاسی از زندان نجات یافتند. بنا بر روایتی شمطا و مهرهرمزد با اجازهٔ شیرویه و به تقاص خون پدرانشان خسرو را در زندان به قتل رساندند. شیرویه برادران خود را نیز به تحریک شمطا و سایر بزرگان هلاک کرد. به موجب پاره‌ای روایات شیرویه از قتل پدر با اظهار رضایت بدان ندامت نشان داد و بازماندهٔ جسد او را با احترام به آرامگاه خاندان سلطنتی فرستاد و چندی بعد شیرویه شمطای یزدین را که محرک واقعی قتل خسرو بود، به بهانه‌ای مجازات کرد. شمطای جاه‌طلب چندی بعد از این واقعه متهم به دعوی سلطنت شد و به فرمان شیرویه دست راستش را بریده به زندان افکندند. پس از به سلطنت رسیدن شهروراز چون سابقا شمطا به یکی از دختران شهروراز اهانت کرده بود، به فرمان شاه، شمطا را از زندان بیرون آورده و مصلوب کردند.